# Bradie Tennell
Bradie Tennell (Winfield Illinois, 31 de janeiro de 1998) é uma patinadora artística americana. Ela foi campeã do Campeonato dos Estados Unidos de 2018. Nos Jogos Olímpicos de Inverno de 2018 em PyeongChang, Tennell conquistou a medalha de bronze na competição por equipes, e terminou da nona posição no individual feminino.

## Principais resultados
| Resultados | Resultados        | Resultados       | Resultados      | Resultados        | Resultados        | Resultados        | Resultados    | Resultados    | Resultados    | Resultados    | Resultados    | Resultados    |
| Internacional | Internacional     | Internacional    | Internacional   | Internacional     | Internacional     | Internacional     | Internacional | Internacional | Internacional | Internacional | Internacional | Internacional |
| Evento/Temporada | 2013– 2014        | 2014– 2015       | 2015– 2016      | 2016– 2017        | 2017– 2018        | 2018– 2019        |               |               |               |               |               |               |
| --- | ----------------- | ---------------- | --------------- | ----------------- | ----------------- | ----------------- | ------------- | ------------- | ------------- | ------------- | ------------- | ------------- |
| Jogos Olímpicos |                   |                  |                 |                   | 9.ª               |                   |               |               |               |               |               |               |
| Campeonato Mundial |                   |                  |                 |                   | 6.ª               |                   |               |               |               |               |               |               |
| Campeonato dos Quatro Continentes |                   |                  |                 |                   |                   | 5.ª               |               |               |               |               |               |               |
| GP Internationaux de France |                   |                  |                 |                   |                   | Medalha de bronze |               |               |               |               |               |               |
| GP Skate America |                   |                  |                 |                   | Medalha de bronze | 4.ª               |               |               |               |               |               |               |
| CS Autumn Classic International |                   |                  |                 |                   |                   | Medalha de ouro   |               |               |               |               |               |               |
| CS Golden Spin of Zagreb |                   |                  |                 |                   |                   | Medalha de ouro   |               |               |               |               |               |               |
| CS Lombardia Trophy |                   |                  |                 |                   | 4.ª               |                   |               |               |               |               |               |               |
| CS Tallinn Trophy |                   |                  |                 | Medalha de bronze |                   |                   |               |               |               |               |               |               |
| Philadelphia Summer International |                   |                  |                 |                   | Medalha de ouro   |                   |               |               |               |               |               |               |
| Internacional – Júnior |                   |                  |                 |                   |                   |                   |               |               |               |               |               |               |
| Campeonato Mundial Júnior |                   |                  | 11.ª            | 7.ª               |                   |                   |               |               |               |               |               |               |
| JGP JGP Áustria |                   |                  | 11.ª            |                   |                   |                   |               |               |               |               |               |               |
| JGP JGP Japão |                   | 8.ª              |                 |                   |                   |                   |               |               |               |               |               |               |
| Gardena Spring Trophy | Medalha de bronze |                  |                 |                   |                   |                   |               |               |               |               |               |               |
| Nacional |                   |                  |                 |                   |                   |                   |               |               |               |               |               |               |
| Campeonato dos Estados Unidos |                   |                  | 6.ª             | 9.ª               | Medalha de ouro   | Medalha de prata  |               |               |               |               |               |               |
| Campeonato dos Estados Unidos – Júnior | Medalha de peltre | Medalha de ouro  |                 |                   |                   |                   |               |               |               |               |               |               |
| Seccional Centro-Oeste |                   |                  | Medalha de ouro |                   |                   |                   |               |               |               |               |               |               |
| Seccional Centro-Oeste – Júnior |                   | Medalha de prata |                 |                   |                   |                   |               |               |               |               |               |               |
| Equipes |                   |                  |                 |                   |                   |                   |               |               |               |               |               |               |
| Jogos Olímpicos |                   |                  |                 |                   | 3T/5P             |                   |               |               |               |               |               |               |
| |                   |                  |                 |                   |                   |                   |               |               |               |               |               |               |
| Legenda: GP = Grand Prix; CS = Challenger Series; JGP = Grand Prix Júnior; T = Posição da equipe; P = Posição individual; Competição não foi disputada nesta temporada; Competição não fez parte do GP/CS |                   |                  |                 |                   |                   |                   |               |               |               |               |               |               |

### Níveis menores
| Campeonato dos Estados Unidos – Noviço        |      |                 | 10.ª              | Medalha de bronze |                  |
| Campeonato dos Estados Unidos – Intermediário |      | 15.ª            |                   |                   |                  |
| Campeonato dos Estados Unidos – Juvenil       | 10.ª |                 |                   |                   |                  |
| Seccional Centro-Oeste – Noviço               |      |                 |                   | Medalha de bronze | Medalha de prata |
| Regional Grande Lagos – Noviço                |      |                 |                   | Medalha de bronze | Medalha de ouro  |
| Regional Grande Lagos – Intermediário         |      |                 | Medalha de bronze |                   |                  |
| Regional Grande Lagos – Juvenil               |      | Medalha de ouro |                   |                   |                  |